# Eleições para o Conselho Federal da Suíça em 2019

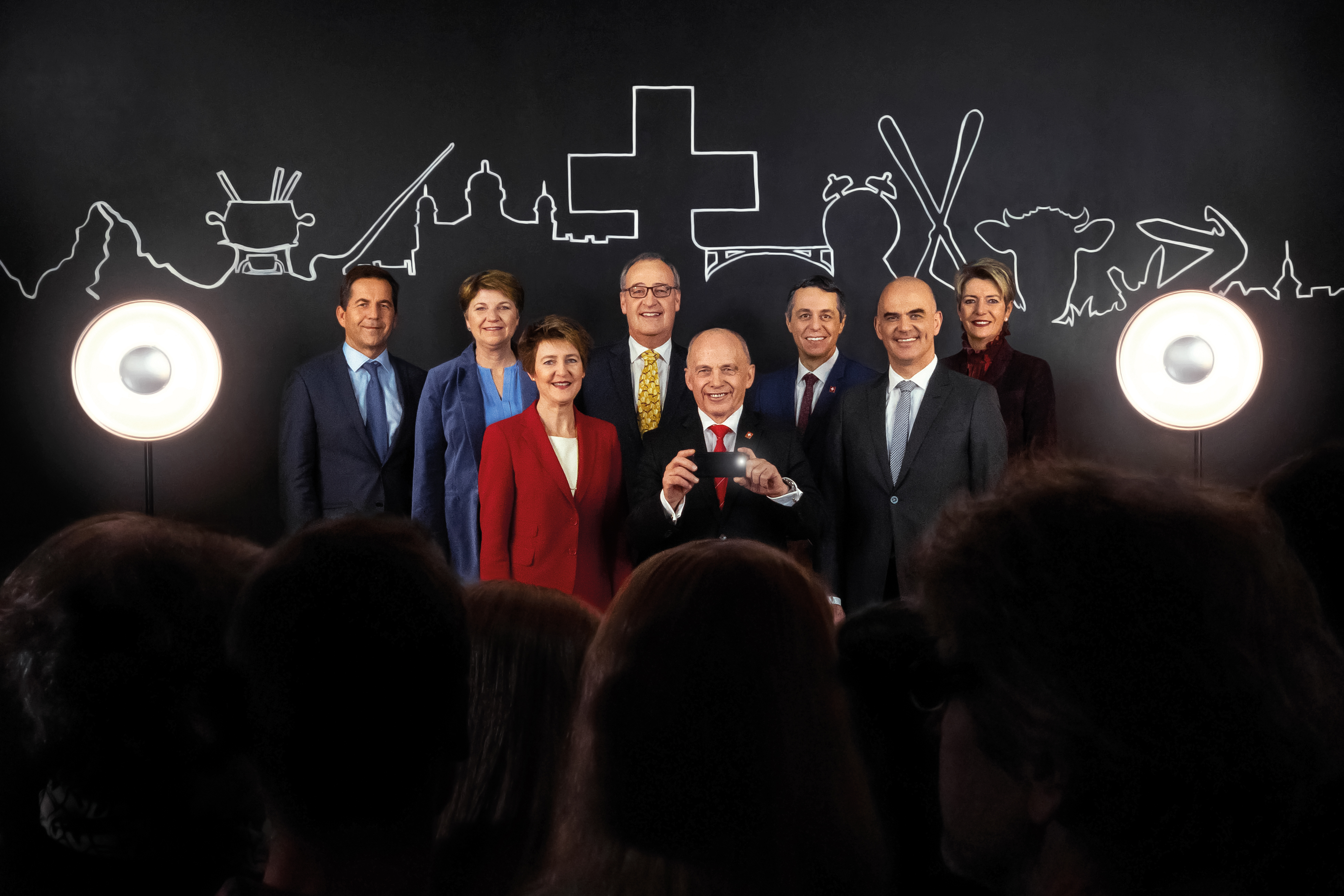
O retrato oficial do Conselho Federal Suíço para 2019.

As eleições para o Conselho Federal da Suíça em 2019 foram realizadas em 11 de dezembro de 2019 na Assembleia Federal Unida da Suíça (ambas as câmaras do parlamento recém-eleito), com o objetivo de renovar a totalidade dos membros do Conselho Federal para o mandato 2020-2024.
Todos os membros do Conselho Federal concorreram à reeleição. Quarto maior nas eleições para o Conselho Nacional pela primeira vez, o Partido Verde exigia uma nova fórmula mágica (método de distribuição dos assentos do Conselho Federal pelos quatro principais partidos, prática em vigor desde 1959 e que compõe a democracia de consenso no modelo suíço) para a composição do Conselho Federal. O partido nomeou a sua presidente Regula Rytz para a desejada cadeira no Conselho Federal, concorrendo contra contra o liberal Ignazio Cassis, devido ao facto do partido estar super-representado como a terceira força mais forte com duas cadeiras no Conselho Federal. Em 10 de dezembro, o grupo parlamentar do Partido Social Democrata da Suíça decidiu apoiar Rytz contra Cassis O grupo parlamentar liberal verde decidiu também apoiar. Finalmente, todos os conselheiros foram reeleitos.
Regula Rytz recebeu 13 votos na eleição para o segundo assento (reeleição de Simonetta Sommaruga) e 82 votos na eleição para o quinto assento (reeleição de Ignazio Cassis).

## Sistema eleitoral
O procedimento eleitoral previa as seguintes regras: Nas duas primeiras rondas de votação, todas as pessoas elegíveis poderiam ser eleitas. Da segunda ronda em diante, aqueles que recebessem menos de dez votos seriam eliminados. Não foram permitidas novas candidaturas após a terceira ronda. Além disso, quem recebeu o menor número de votos foi eliminado. Quem conseguiu a maioria absoluta foi eleito.

## Resultados

### Assento ocupado por Ueli Maurer

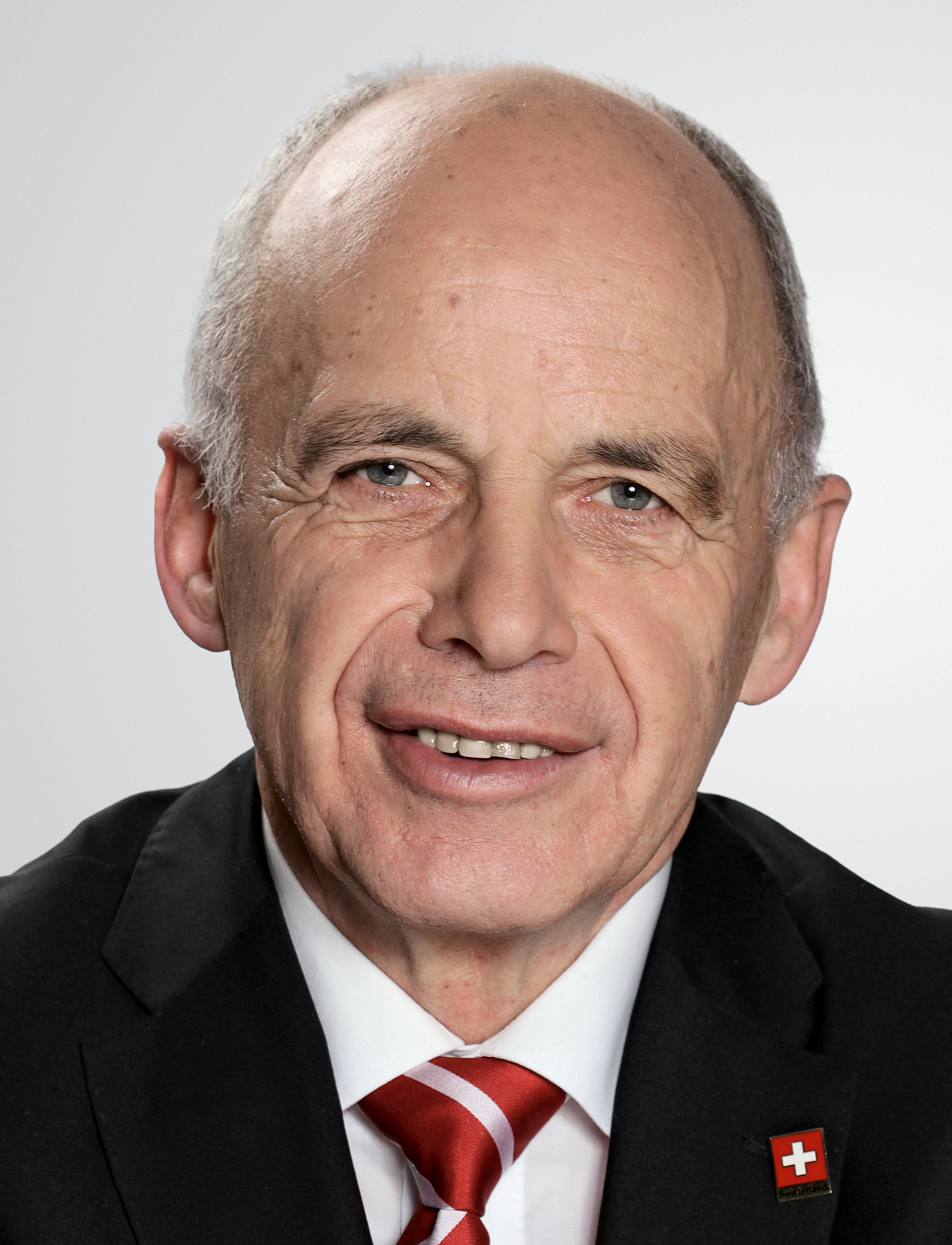
Ueli Maurer

| Candidato               | Candidato               | Partidos apoiantes      | 1ª Volta | 1ª Volta        |
| Candidato               | Candidato               | Partidos apoiantes      | Votos    | %               |
| ----------------------- | ----------------------- | ----------------------- | -------- | --------------- |
|                         | Ueli Maurer             | SVP/UDC                 | 213      | 87,30 / 100,00  |
|                         | Outros                  |                         | 8        | 3,28 / 100,00   |
| Votos Inválidos         | Votos Inválidos         | Votos Inválidos         | 23       | 9,43 / 100,00   |
| Total                   | Total                   | Total                   | 244      | 100,00 / 100,00 |
| Eleitorado/Participação | Eleitorado/Participação | Eleitorado/Participação | 246      | 99,19 / 100,00  |
| Fonte                   | Fonte                   | Fonte                   | [ 7 ]    | [ 7 ]           |

### Assento ocupado por Simonetta Sommaruga
|                      |  |             |
| Simonetta Sommaruga. |  | Regula Rytz |

| Candidato               | Candidato               | Partidos apoiantes      | 1ª Volta | 1ª Volta        |
| Candidato               | Candidato               | Partidos apoiantes      | Votos    | %               |
| ----------------------- | ----------------------- | ----------------------- | -------- | --------------- |
|                         | Simonetta Sommaruga     | SPS/PSS                 | 192      | 78,69 / 100,00  |
|                         | Regula Rytz             | GPS/PES                 | 13       | 5,33 / 100,00   |
|                         | Outros                  |                         | 13       | 5,33 / 100,00   |
| Votos Inválidos         | Votos Inválidos         | Votos Inválidos         | 26       | 10,66 / 100,00  |
| Total                   | Total                   | Total                   | 244      | 100,00 / 100,00 |
| Eleitorado/Participação | Eleitorado/Participação | Eleitorado/Participação | 246      | 99,19 / 100,00  |
| Fonte                   | Fonte                   | Fonte                   | [ 7 ]    | [ 7 ]           |

### Assento ocupado por Alain Berset

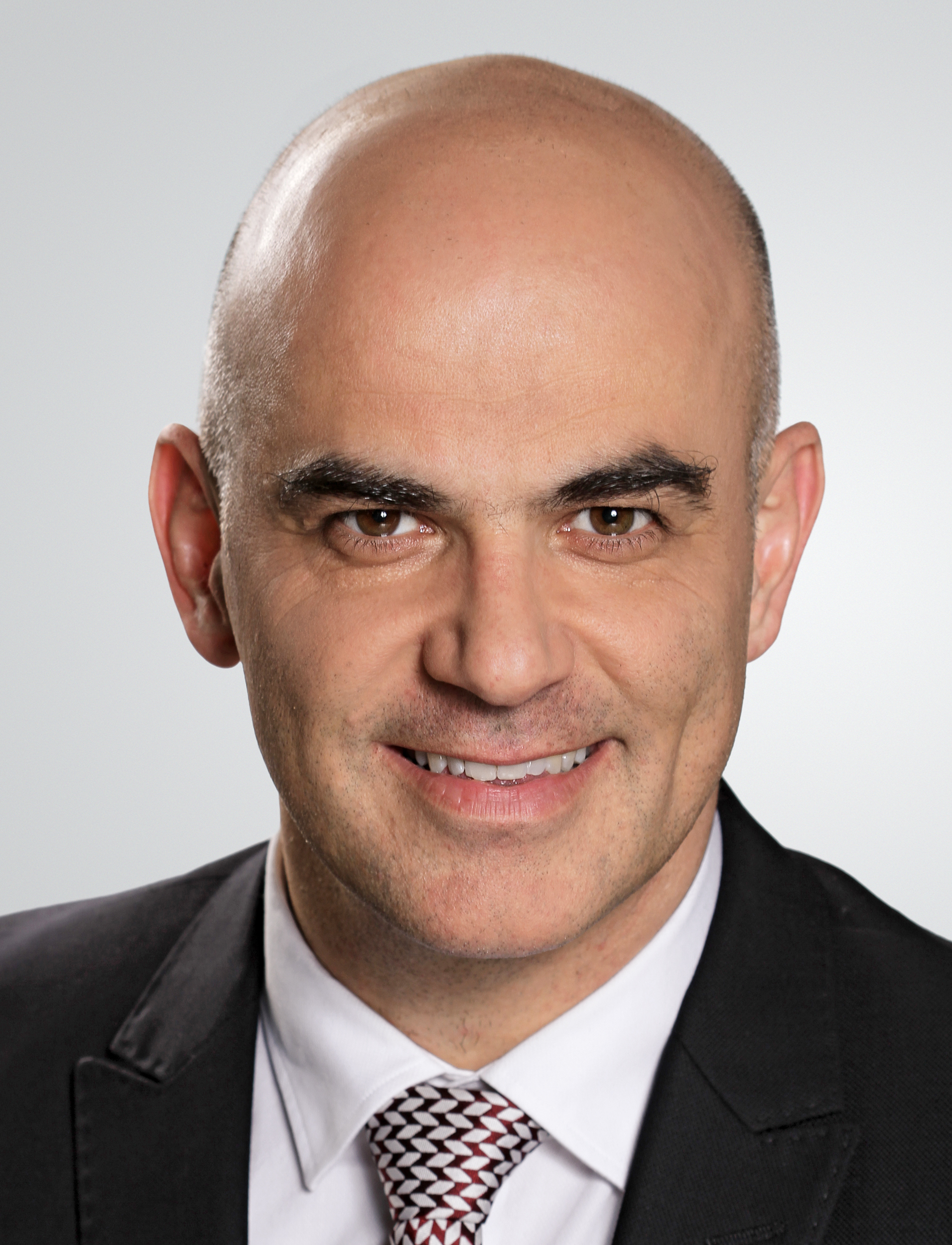
Alain Berset

| Candidato               | Candidato               | Partidos apoiantes      | 1ª Volta | 1ª Volta        |
| Candidato               | Candidato               | Partidos apoiantes      | Votos    | %               |
| ----------------------- | ----------------------- | ----------------------- | -------- | --------------- |
|                         | Alain Berset            | SPS/PSS                 | 214      | 87,70 / 100,00  |
|                         | Outros                  |                         | 16       | 6,56 / 100,00   |
| Votos Inválidos         | Votos Inválidos         | Votos Inválidos         | 14       | 5,74 / 100,00   |
| Total                   | Total                   | Total                   | 244      | 100,00 / 100,00 |
| Eleitorado/Participação | Eleitorado/Participação | Eleitorado/Participação | 246      | 99,19 / 100,00  |
| Fonte                   | Fonte                   | Fonte                   | [ 7 ]    | [ 7 ]           |

### Assento ocupado por Guy Parmelin

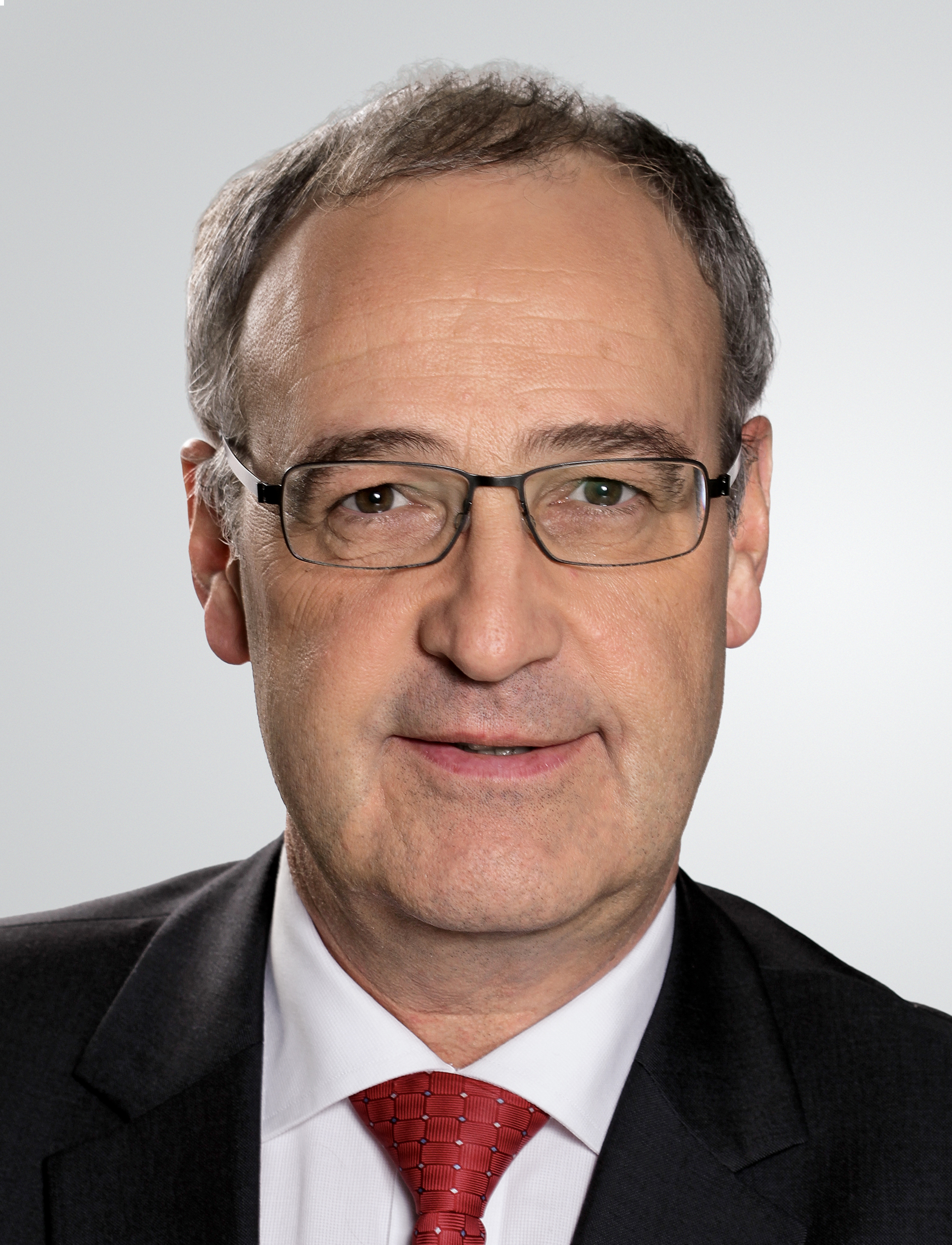
Guy Parmelin

| Candidato               | Candidato               | Partidos apoiantes      | 1ª Volta | 1ª Volta        |
| Candidato               | Candidato               | Partidos apoiantes      | Votos    | %               |
| ----------------------- | ----------------------- | ----------------------- | -------- | --------------- |
|                         | Guy Parmelin            | SVP/UDC                 | 191      | 78,28 / 100,00  |
|                         | Outros                  |                         | 13       | 5,33 / 100,00   |
| Votos Inválidos         | Votos Inválidos         | Votos Inválidos         | 40       | 16,39 / 100,00  |
| Total                   | Total                   | Total                   | 244      | 100,00 / 100,00 |
| Eleitorado/Participação | Eleitorado/Participação | Eleitorado/Participação | 246      | 99,19 / 100,00  |
| Fonte                   | Fonte                   | Fonte                   | [ 7 ]    | [ 7 ]           |

### Assento ocupado por Ignazio Cassis
|                 |  |             |
| Ignazio Cassis. |  | Regula Rytz |

| Candidato               | Candidato               | Partidos apoiantes        | 1ª Volta | 1ª Volta        |
| Candidato               | Candidato               | Partidos apoiantes        | Votos    | %               |
| ----------------------- | ----------------------- | ------------------------- | -------- | --------------- |
|                         | Ignazio Cassis          | FDP/PLR                   | 145      | 59,43 / 100,00  |
|                         | Regula Rytz             | GPS/PES, SPS/PSS, GLP/PVL | 82       | 33,61 / 100,00  |
|                         | Outros                  |                           | 11       | 4,51 / 100,00   |
| Votos Inválidos         | Votos Inválidos         | Votos Inválidos           | 6        | 2,46 / 100,00   |
| Total                   | Total                   | Total                     | 244      | 100,00 / 100,00 |
| Eleitorado/Participação | Eleitorado/Participação | Eleitorado/Participação   | 246      | 99,19 / 100,00  |
| Fonte                   | Fonte                   | Fonte                     | [ 7 ]    | [ 7 ]           |

### Assento ocupado por Viola Amherd

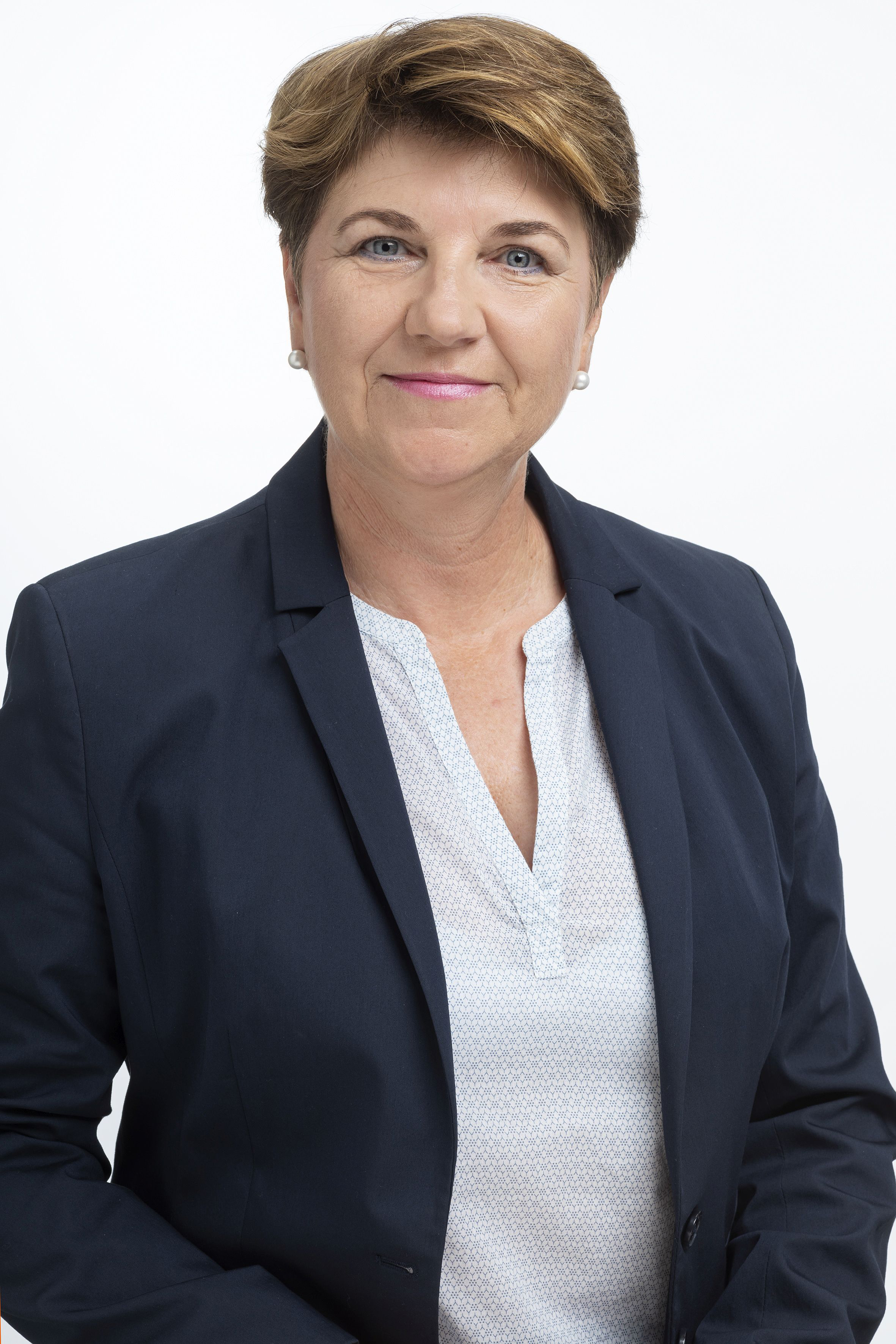
Viola Amherd

| Candidato               | Candidato               | Partidos apoiantes      | 1ª Volta | 1ª Volta        |
| Candidato               | Candidato               | Partidos apoiantes      | Votos    | %               |
| ----------------------- | ----------------------- | ----------------------- | -------- | --------------- |
|                         | Viola Amherd            | CVP/PDC                 | 218      | 89,71 / 100,00  |
|                         | Outros                  |                         | 16       | 6,58 / 100,00   |
| Votos Inválidos         | Votos Inválidos         | Votos Inválidos         | 14       | 5,76 / 100,00   |
| Total                   | Total                   | Total                   | 243      | 100,00 / 100,00 |
| Eleitorado/Participação | Eleitorado/Participação | Eleitorado/Participação | 246      | 98,78 / 100,00  |
| Fonte                   | Fonte                   | Fonte                   | [ 7 ]    | [ 7 ]           |

### Assento ocupado por Karin Keller-Sutter
|                      |  |               |
| Karin Keller-Sutter. |  | Marcel Dobler |

| Candidato               | Candidato               | Partidos apoiantes      | 1ª Volta | 1ª Volta        |
| Candidato               | Candidato               | Partidos apoiantes      | Votos    | %               |
| ----------------------- | ----------------------- | ----------------------- | -------- | --------------- |
|                         | Karin Keller-Sutter     | FDP/PLR                 | 169      | 69,26 / 100,00  |
|                         | Marcel Dobler           | FDP/PLR                 | 21       | 8,21 / 100,00   |
|                         | Outros                  |                         | 16       | 6,56 / 100,00   |
| Votos Inválidos         | Votos Inválidos         | Votos Inválidos         | 38       | 15,57 / 100,00  |
| Total                   | Total                   | Total                   | 244      | 100,00 / 100,00 |
| Eleitorado/Participação | Eleitorado/Participação | Eleitorado/Participação | 246      | 99,19 / 100,00  |
| Fonte                   | Fonte                   | Fonte                   | [ 7 ]    | [ 7 ]           |

## Composição partidária
| Partido | Partido                   | Membros | +/-     |
| ------- | ------------------------- | ------- | ------- |
|         | Partido Popular Suíço     | 2 / 7   | Estável |
|         | Partido Social Democrata  | 2 / 7   | Estável |
|         | Partido Liberal Radical   | 2 / 7   | Estável |
|         | Partido Democrata Cristão | 1 / 7   | Estável |

|         |         |         |         |
| SVP/UDC | SPS/PSS | FDP/PLR | CVP/PDC |
| 2       | 2       | 2       | 1       |

## Eleição do Presidente da Confederação Helvética
Simonetta Sommaruga foi eleita presidente federal.